# Burok-völgy
Burok-völgy är en dal i Ungern.   Den ligger i provinsen Fejér, i den västra delen av landet, 70 km väster om huvudstaden Budapest.